# NGC 6448
NGC 6448 is een niet-bestaand object in het sterrenbeeld Draak. Het hemelobject werd op 16 juli 1885 ontdekt door de Amerikaanse astronoom Lewis A. Swift.